# Вихърът на танца (филм, 2011)
„Вихърът на танца“ (на английски: Footloose) е американски музикален филм от 2011 г. на режисьора Крейг Брюър, който е съсценарист със Дийн Пичфорд, римейк е на едноименния филм от 1984 г. Във филма участват Денис Уормалд, Джулиан Хъф, Майлс Телър, Анди Макдауъл и Денис Куейд. Снимачният процес се проведе от септември до ноември 2010 г. в Джорджия. Пуснат е във Австралия и Нова Зеландия на 6 октомври 2011 г., и в Северна Америка на 14 октомври 2011 г. Спечели над 15.5 млн. щ.д. от бюджет от 24 млн. щ.д.

## Актьорски състав
| Актьор                 | Роля                 |
| ---------------------- | -------------------- |
| Кени Уормалд           | Рен Маккормак        |
| Джулиан Хъф            | Ариел Мур            |
| Майлс Телър            | Уилярд Хюит          |
| Анди Макдауъл          | Ви Мур               |
| Денис Куейд            | Преподобният Шоу Мур |
| Сер'Дариус Уилям Блейн | Уди                  |
| Зиа Колън              | Руди Родригез        |
| Патрик Джон Флуегър    | Чък Кранстън         |
| Рей Маккинън           | Чичо Уес Уарникър    |
| Ким Дикенс             | Леля Лулу Уарникър   |
| Мери Чарлс Джоунс      | Сара Уарникър        |
| Маги Елизабет Джоунс   | Ейми Уарникър        |
| Джош Уорън             | Ричард Сойер         |

## В България
В България филмът е излъчен за първи път по „Кино Нова“ с български дублаж. Екипът се състои от:
| Озвучаващи артисти  | Силвия Русинова Даниела Сладунова Даниела Йорданова Здравко Методиев Георги Георгиев-Гого Христо Узунов |
| Преводач            | Ирина Ценкова                                                                                           |
| Тонрежисьор         | Димитър Кукушев                                                                                         |
| Режисьор на дублажа | Димитър Кръстев                                                                                         |